# Baptiste Lecaplain
Baptiste Lecaplain, né le 23 mai 1985 à Mortain (Manche), est un humoriste et acteur français.

## Biographie

### Jeunesse et débuts sur scène
Baptiste Lecaplain naît le 23 mai 1985 à Mortain d'un père agent d'entretien et d'une mère gérante d'un salon de coiffure. Il a fait ses études secondaires au collège La Chaussonnière et au lycée Littré à Avranches. Il a obtenu un bac littéraire en 2004, puis suit une licence d'anglais à Rennes.
Il est supporter des Girondins de Bordeaux.
Il fut également joueur de basket-ball pendant 13 ans, atteignant le niveau Nationale 3, en tant que meneur remplaçant.
Il commence sa carrière comme animateur pour enfants à Levallois-Perret.
En septembre 2006, il décide de quitter son poste d’animateur pour devenir humoriste. Un peu plus d’un an plus tard, son premier spectacle intitulé Baptiste se tape l’affiche, en grande partie autobiographique, est mis en scène par Aslem Smida, rencontré en club de vacances alors que Lecaplain y est animateur. Repéré par Loïc Decluzeau (Divertishow) dans un plateau, le tandem est présenté en audition privée à Alexandre Delimoges, directeur du Théâtre Le Bout. C'est là qu'a lieu la première représentation du spectacle en janvier 2008, qu'il remplit immédiatement à guichet fermé pendant 18 mois. Il remplit neuf Bataclan à Paris en février 2012 avant d'enchaîner avec une tournée nationale, jusqu'en décembre 2014.
En 2010, lors d'une interview, Gad Elmaleh déclare qu'il est « le meilleur [humoriste] de sa génération »,.

### Passage au cinéma et confirmation sur scène

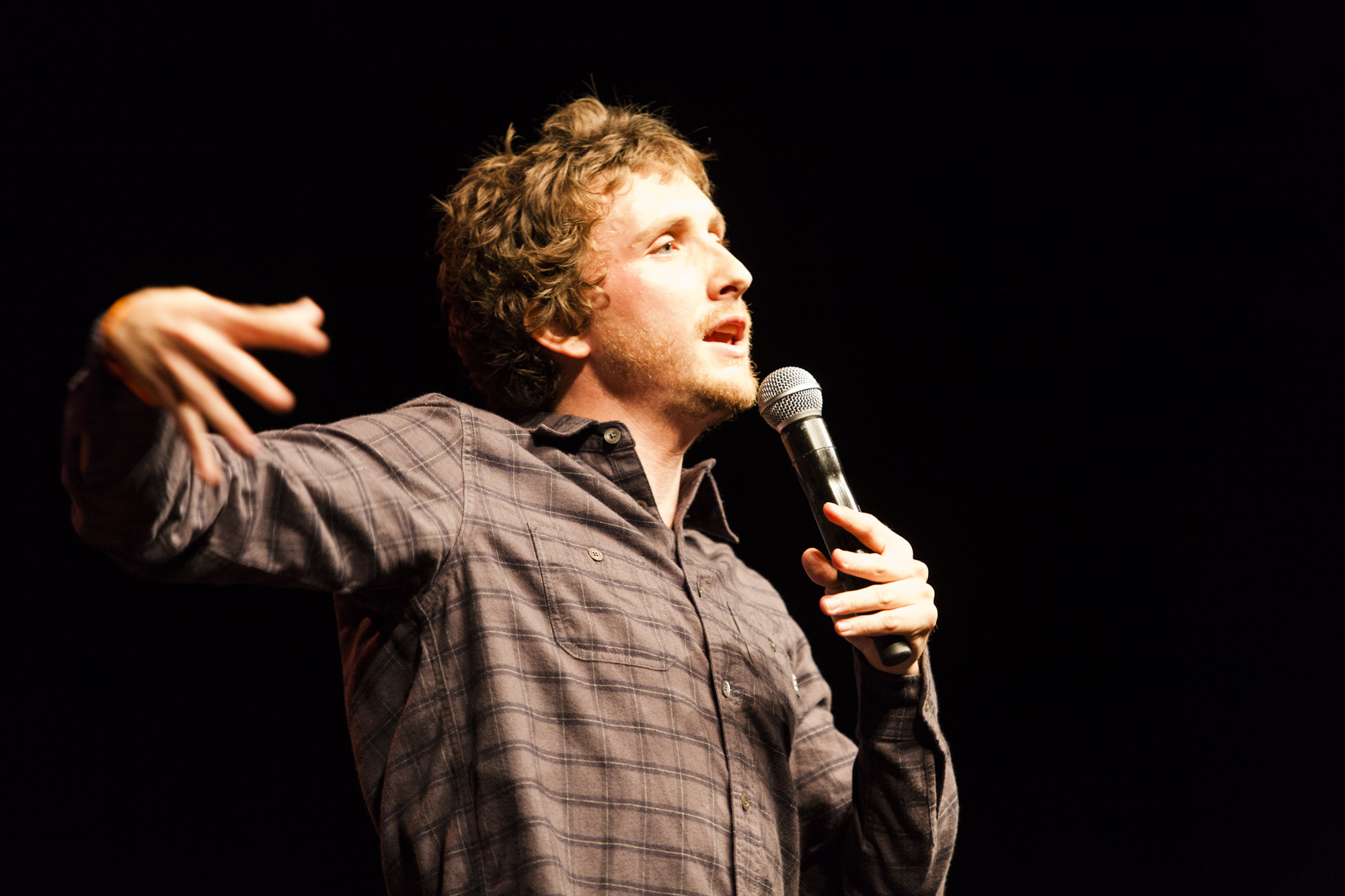
Sur scène au Festival Onze Bouge, en juin 2014.

En 2012, il fait ses débuts au cinéma en intégrant la bande formée par Géraldine Nakache et Hervé Mimran pour la comédie dramatique Nous York, dans laquelle il interprète le rôle de Sylvain.
En décembre de la même année, il signe un appel d'artistes et de personnalités artistiques en faveur du mariage pour tous et du droit d'accès à l'adoption pour les couples homosexuels.
En janvier 2013, il entame La Tournée du Trio avec Jérémy Ferrari et Arnaud Tsamere, deux humoristes issus de l'émission On n'demande qu'à en rire. Ils jouent tous les trois dans les Zénith de France jusqu'en février 2013. La tournée reprend en février 2014.
En mars 2014, il devient papa d'une fille nommée Thelma. Le mois suivant, il apparaît dans la mini-série Les Tutos dans Le Grand Journal de Canal+ : il y joue Michel, un homme déguisé en vache qui est dans la tête du personnage principal Camille (Jérôme Niel) avec une boîte à meuh. En juin, il joue dans la mini-série En attendant Zico sur le site du magazine So Foot. Il y joue JB, un jeune de Créteil qui est persuadé que son père est Zico. Pour prouver à ses potes qu'il a raison, il va partir au Brésil pour le retrouver.
Pour la sortie de son premier film en tête d'affiche dans la comédie dramatique Libre et assoupi de Benjamin Guedj, Lecaplain joue le rôle de Sébastien, un jeune homme sans ambition, avec Charlotte Le Bon et Félix Moati qui interprètent ses colocataires,,,. Il enchaîne l'été avec un second rôle, celui de Kevin, dans le drame Le Beau Monde, de Julie Lopes-Curval, aux côtés de Ana Girardot et Sergi López.
Il participe aussi à l'émission Fort Boyard le 30 août de la même année, aux côtés de l'humoriste Ariane Brodier, du comédien Philippe Lelièvre, du mannequin Noémie Lenoir, de l'animatrice Laurie Cholewa et du footballeur Ludovic Obraniak. Leur équipe remporte 11 270 € pour l'association Un cadeau pour la vie.
Le 8 octobre 2014, il rejoint pour la première fois la nouvelle équipe de Laurent Ruquier dans Les Grosses Têtes sur RTL.
En 2016, c'est Lucien Jean-Baptiste qui le dirige dans sa troisième réalisation, Dieumerci !.
En 2017, il fait partie de la distribution de la comédie chorale Les Ex, réalisée par Maurice Barthélemy. Il y retrouve sa partenaire de Bref, Alice David.
En 2018, la comédie La Monnaie de leur pièce, d'Anne Le Ny, dont il tient l'un des rôles principaux, est un échec. L'année suivante, il fait donc son retour sur Canal + : il est l'auteur et acteur de la web-série Pitch où il joue un producteur loser.
Le 3 juin 2018, il participe aux Duos Impossibles de Jérémy Ferrari, dans un sketch avec Jérémy Ferrari, Arnaud Tsamère et Guillaume Bats, intitulé Notre-Dame, parodie du Bossu de Notre-Dame.
Le 22 octobre 2020, il participe une seconde fois à cette émission télévisée, dans le sketch Les hérissons, avec Jérémy Ferrari et Arnaud Tsamère, dans le sketch Aladdin-Oune, avec Jérémy Ferrari, Arnaud Tsamère et Guillaume Bats, et dans 4 inter-sketchs, toujours avec ses 2 comparses, Jérémy Ferrari et Arnaud Tsamère : Le magasin d'inter-sketchs absurdes, Les Mariachis, L'imitation d'Olivier de Benoist et L'inter-sketch magique.
Le 11 mai 2022, il ouvre son "Comedy Club" avec son manager Aslem Smida, The Joke, dans le 4e arrondissement de Paris,,.
En 2022, il participe à la 8e édition des Duos Impossibles de Jérémy Ferrari, dans deux sketchs : Blanche-Neige, avec Florence Foresti, Guillaume Bats, Jérémy Ferrari et Arnaud Tsamère, et Jérémy est en colère, avec Arnaud Tsamère et Jérémy Ferrari.
Il a également participé au Montreux Comedy Festival et au Campus Comedy.
Lecaplain retrouve le grand écran en particulier à partir 2024 : il est à l'affiche de "Belle Enfant", comédie dramatique et première réalisation de Jim où son interprétation  est remarquée, aux côtés Marisa Berenson, Marine Bohinou ou Albert Delpy; il se retrouve encore en 2024 mis en avant par la comédie "Jamais sans mon psy" avec Christian Clavier. Lecaplain est également dans la distribution du film Avignon de Johann Dionnet, primé au Festival de l'Alpe d'Huez 2025 : il incarne dans cette comédie romantique Stéphane, acteur qui se retrouve lors du festival d'Avignon à mentir pour la séduire à une comédienne qui elle interprète un rôle du répertoire,,,,.
Avec Jérémy Ferrari et Arnaud Tsamere, Lecaplain relance en 2025 leur association sur scène avec le spectacle "La Tournée du Trio".

## Divers
Il apparaît dans plusieurs vidéos de la chaîne YouTube de Jérémy Ferrari, dans une vidéo de McFly et Carlito, sur la chaîne You Humour, Comédie+, la chaîne de Ben Névert, de Seb Mellia, sur CliqueTV.[réf. nécessaire]
Il a travaillé à plusieurs reprises en trio avec Arnaud Tsamère et Jérémy Ferrari, et a participé à plusieurs interviews avec eux, par exemple pour « La boîte à questions » de Canal +, également sur C8 et sur Konbini, notamment pour faire la promotion des « Duos Impossibles » de Jérémy Ferrari.
Il a déclaré à la radio ou dans des podcasts avoir été convié plusieurs fois à l'émission On n'demande qu'à en rire, mais avoir systématiquement refusé, car il ne souhaitait pas que son humour soit jugé par un jury qui n'est pas professionnel de l'humour.
Il a participé à des spectacles d'improvisation dans l'émission Enfin te voilà ! sur Comédie+.

## Spectacles
- 2008-2014 : Baptiste Lecaplain se tape l'affiche au Théâtre Le Bout, Théâtre Le Temple, Théâtre Trévise, Bataclan
- 2012 : Baptiste Lecaplain et ses potes, La Cigale
- 2013-2014 : La Tournée du trio, avec Arnaud Tsamere et Jérémy Ferrari
- 2015 : Origines, Petit-Montparnasse
- 2016-2018 : Origines, tournée nationale
- 2020-2023 : Voir les gens, tournée nationale
- 2022 : Voir les gens, résidence au Théâtre de la Renaissance
- 2025 : La Tournée du Trio, avec Arnaud Tsamere et Jérémy Ferrari

## Filmographie

### Cinéma

#### Longs métrages
- 2012 : Nous York de Géraldine Nakache et Hervé Mimran : Sylvain
- 2012 : Grand Garçon de Benoît Pétré : Jo
- 2014 : Libre et assoupi de Benjamin Guedj : Sébastien
- 2014 : Le Beau Monde de Julie Lopes-Curval : Kevin
- 2015 : Les Dissociés de Suricate : le mec de Pauline
- 2016 : Dieumerci ! de Lucien Jean-Baptiste : Clément
- 2016 : La Folle Histoire de Max et Léon de Jonathan Barré : un soldat du débarquement
- 2017 : Les Ex de Maurice Barthélemy : Greg
- 2018 : La Monnaie de leur pièce d'Anne Le Ny : Nicolas
- 2023 : Nous, les Leroy de Florent Bernard : Louis
- 2024 : Belle Enfant de Jim : Gabin
- 2024 : Nice Girls de Noémie Saglio : Bat
- 2024 : Jamais sans mon psy d'Arnaud Lemort : Damien Leroy
- 2025 : Natacha (presque) hôtesse de l'air  de Noémie Saglio : Bernard Fouard-Michel, dit BFM
- 2025 : Avignon de Johann Dionnet : Stéphane

#### Courts métrages
- 2014 : Le Sourire du pompier de Rémi Bezançon (réalisé pour promouvoir la Sécurité routière)
- 2014 : La Couille d'Emmanuel Poulain-Arnaud : Laurent, un jeune homme atteint d'un cancer du testicule
- 2015 : À la fenêtre de Francis Magnin : Ben
- 2019 : Pochette surprise de François Uzan : Antoine

#### Doublage
- 2014 : Astérix : Le Domaine des dieux 3D d'Alexandre Astier : un gladiateur
- 2016 : Royal ! (mini-série télévisée d'animation) : le prince Peter[31]
- 2018 : Calls de Timothée Hochet (Web-série audio) : Arnaud
- 2018-2021 : Final Space (série télévisée d'animation) : Gary Goodspeed

### Télévision

#### Séries télévisées
- 2009 : Strictement platonique : Hugo Belasta
- 2011 : Bref. : Baptiste, le colocataire[32]
- 2012 : Very Bad Blagues (épisodes Quand on est apôtre et Quand on est dans le métro)
- 2013 : Hero Corp (saison 3)
- 2013 : What Ze Teuf
- 2014 : Les Tutos (épisode Tuto mug-cake)
- 2016 : Le Trône des frogz[33] de Yacine Belhousse co-réalisé avec David Tabourier (Web-série, chaîne youtube de Golden Moustache)
- 2016 : Dead Landes de François Descraques et François Uzan : Julien
- 2018 : Peplum : La Folle histoire du mariage de Cléopâtre de Maurice Barthélemy : Caton
- depuis 2019 : Pitch : Lionel Planche[34]
- 2021 : Rebecca de Didier Le Pêcheur (mini-série)
- 2021 : Platonique d'Élie Girard (mini-série)
- 2022 : Les Randonneuses de Frédéric Berthe (mini-série)
- 2022 : Platonique
- 2022 : Le Grand Restaurant : La guerre de l'étoile de Pierre Palmade
- 2023 : En famille (saison 12) : Sylvain Hicks, facteur
- 2023 : Un gars, une fille (au pluriel) : Un gars
- 2025 : Bref.2 de Kyan Khojandi et Bruno Muschio : Baptiste

#### Téléfilm
- 2022 : Tous Inconnus (téléfilm) de Nicolas Hourès : Lui-même

#### Émissions télévisées
- 2008 : Pliés en 4[5]
- 2010 : Ce soir avec Arthur : chronique Intervention Baptiste Lecaplain dans l'émission[35]
- 2010 : La Folle Histoire du Palmashow
- 2012 : Vendredi, tout est permis avec Arthur
- 2012 : Fidèles au poste !
- 2012-2013 : Palmashow l'émission (sketchs Quand ils veulent virer leur coloc, Quand ils se préparent, Quand on est apôtre, et Parodie foot pro)
- 2014 : Canapé Quiz
- 2014 : Fort Boyard
- 2016 : La Folle Soirée du Palmashow 3
- 2017 : On se refait Palmade !, sketch Fabienne, mise en scène Pierre Palmade, Théâtre de Paris, diffusion le 16 juin 2017
- 2018 : VTEP Champions
- 2020 : District Z

## DVD
- Baptiste Lecaplain se tape l'affiche, one-man-show, Universal, 2013
- Baptiste Lecaplain Origines, Universal, 2017

## Distinctions
- 2008 : prix du public au festival de Mâcon[36]
- 2008 : prix du public au Festival de Villeneuve-sur-Lot
- 2009 : prix spécial du jury des Estivales du Rire de Dinard
- 2009 : prix du public au Festival Juste pour Rire de Nantes
- 2009 : prix du public au festival de Tournon-sur-Rhône
- 2011 : prix du jury SalvadOr du Festival d'humour de Saint-Gervais[37]